# Глускин, Мендель Аронович
Мена́хем Мендл (Мендель Аронович) Глу́скин (1878, Лоев — 1936, Ленинград) — раввин Ленинграда с 1934 по 1936 годы.

## Биография
Менахем Мендл Глускин родился в семье раввина Арона Глускина.
В 1878 году Арон Глускин был приглашен раввином в еврейскую общину города Паричи, Бобруйского уезда. У Арона было семь дочерей и единственный сын, Менахем Мендл. Он успешно окончил ешиву и получил звание раввина, экстерном восполняя общее образование. После смерти отца Менахем Мендл стал раввином Паричей, в 1909 году женился на Фридл Рабинович, дочери главного раввина Минска Лейзера Юдовича Рабиновича (1859—1924), внучке раввина Йерухама Йехуды Лейба Перельмана. После смерти своего тестя в 1924 году Мендель Аронович Глускин стал главным раввином Минска.
Мендл Глускин был обвинён на провокационном суде, организованном Евсекцией против шхиты (так называемый «Шохтим-трест»), начавшемся 28 февраля 1925 года в Минске. В качестве минского раввина участвовал в Вааде (Комитете) раввинов СССР. В марте 1930 года был арестован по обвинению в участии в контрреволюционном заговоре раввинов. Был освобождён после протестов в западных странах — в частности, телеграмм, пришедших на имя исполняющего обязанности наркома иностранных дел СССР Максима Литвинова.
В 1934 году руководство Ленинградской еврейской общины обратилось с предложением к хасиду Менделю Глускину занять свободную после смерти раввина должность в Ленинградской хоральной синагоге, и он принял предложение.
Раввин Глускин добился признания и уважения у всех членов общины, в том числе у миснагидов, которые в это время уже утратили прежнее влияние в Ленинградской общине.
Похоронен Мендл Глускин на Преображенском кладбище, недалеко от здания «Дома прощания».

## Семья
Давая в 1934 году согласие занять должность раввина в Ленинградской синагоге, Глускин руководствовался прежде всего, безусловно, мотивами религиозного долга, но большую роль также сыграла надежда, что его дочери в большом городе смогут получить высшее образование, несмотря на то, что их отец — «служитель культа». Надежды эти оправдались не скоро, но Мендл Глускин не покинул Ленинград, хотя у его семьи не было жилья, а дочери не только не имели права поступить в институт, но и долго не могли найти работу. Только после декабря 1936 года, когда была принята новая советская конституция, отменившая понятие «лишенец» и уравнявшая всех граждан в правах, дочери Менделя Глускина смогли поступить в университет.
Три дочери Глускина окончили филологический и исторический факультеты, а затем преподавали в Псковском и Ленинградском педагогических институтах, каждая из них опубликовала по несколько монографий. Они стали впоследствии выдающимися исследователями и педагогами.
- Эстер Менделевна Глускина (1911—1974), скончалась и похоронена в Нью-Йорке.
- Лия Менделевна Глускина (1914—1991) — специалист по истории древней Греции, доктор исторических наук, профессор ЛГУ. Её муж, Иосиф Амусин, известный исследователь рукописей Мертвого Моря.
- Софья Менделевна Глускина (1917—1997) — филолог, преподаватель кафедры русского языка Псковского государственного педагогического института в 1948—1991 годах. Скончалась в Израиле.
- Гита Менделевна Глускина (1922—2014) — преподаватель восточного факультета Ленинградского университета, скончалась в Израиле. Её муж, Лев Вильскер — гебраист, работал в отделе рукописей Ленинградской Публичной библиотеки, скончался в Ленинграде в 1988 году.